# Cyphostemma pobeguinianum
Cyphostemma pobeguinianum är en vinväxtart som beskrevs av Descoings. Cyphostemma pobeguinianum ingår i släktet Cyphostemma och familjen vinväxter. Inga underarter finns listade i Catalogue of Life.